# 東京街道 (宇都宮市)

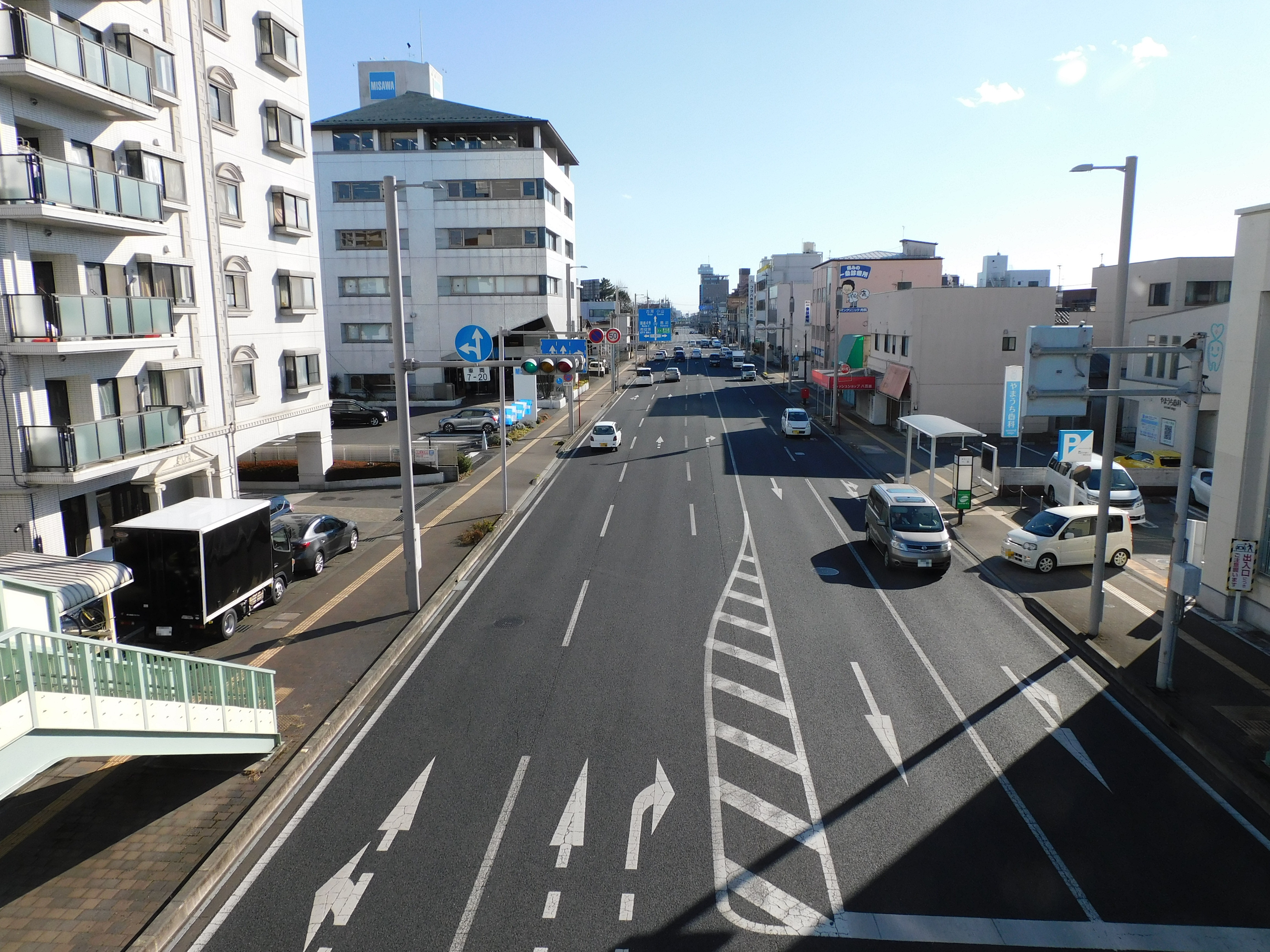
東京街道（国道119号：宇都宮市一条）

東京街道（とうきょうかいどう）は、栃木県宇都宮市の国道4号（西原交差点以南）と国道119号（西原 - 池上町交差点間）の通称。

## 概要
宇都宮市中心部に位置する池上町交差点は、JR宇都宮駅と大谷方面を結ぶ「大通り」と陽南を経て東京方面に至る「東京街道」が交差する丁字路である。この池上町交差点から東京方面に向かう国道119号・国道4号が「東京街道」と通称されている。

### 池上町交差点で交差する道路
大通り
宇都宮市街地の旧国道4号の一部区間で、JR宇都宮駅から西に伸び、宇都宮市の中心部を横断する道路。池上町交差点から東進するとJR宇都宮駅、西進すると鹿沼・大谷・日光方面へ至る。
東京街道
宇都宮市街地の旧国道4号の一部区間で、池上町交差点から南に向かって伸び、栃木県南部・埼玉県東部を経て東京に至る道路（現在の国道4号は旧4号バイパスで、西原交差点から宇都宮市市街地を避け簗瀬経由で市北東部に抜ける。当初は池上町交差点で大通りに突き当たり、JR宇都宮駅方面に向かう経路を取っていた）。

## 宇都宮市街地における東京街道と日光街道
一般的に日光街道とは、現在の国道4号宇都宮市以南と国道119号の通称として用いられているが、宇都宮市域における日光街道とは、国道119号の松原町交差点以北区間の通称となっている。
旧日光街道は国道4号を北進し、宇都宮市不動前交差点から北北西に向かって「材木町通り」「清住町通り」を経て松原交差点から国道119号に合流する経路を取っていた。従って、厳密な意味での宇都宮市街における旧日光街道は「材木町通り」と「清住町通り」である。
一方、不動前から池上町交差点に至る道路は、太平洋戦争時に宇都宮大空襲によって破壊された市街地に建設された新道であり、旧日光街道の東側に並行して設置された。この新道を道なりに直進すると東京に至ることから、「東京街道」の通称で呼ばれることと成った。